# Moraea reflexa
Moraea reflexa är en irisväxtart som beskrevs av Peter Goldblatt. Moraea reflexa ingår i släktet Moraea och familjen irisväxter. Inga underarter finns listade i Catalogue of Life.